# Bâgé-la-Ville
Pour les articles homonymes, voir Bagé.
Bâgé-la-Ville (prononciation ba.ʒe.la.vil) est une ancienne commune française située dans le département de l'Ain, en région Auvergne-Rhône-Alpes. Située à une dizaine de kilomètres de Mâcon, à une vingtaine de Bourg-en-Bresse et à environ 70 kilomètres de Lyon, Bâgé-la-Ville profite d'une situation géographique particulière qui lui permet de profiter de grands axes de communication et de se développer.
Les habitants de Bâgé-la-Ville s'appellent les Villobâgésiens et les Villobâgésiennes.
Située dans le sud de la Bresse savoyarde, l'ancienne commune de 3188 habitants était la plus grande et la plus peuplée des trois Bâgé, elle appartenait depuis 2015 au canton de Replonges.
Le 1er janvier 2018, la commune fusionne avec Dommartin pour donner la commune nouvelle de Bâgé-Dommartin,.

## Géographie

Carte de la commune.

### Localisation

Localisation dans le département de l'Ain et le canton de Replonges.

Bâgé-la-Ville est située en plein cœur de la Bresse, entre les villes de Bourg-en-Bresse et Mâcon.
La commune s'étend sur une surface de 3 968 ha, ce qui en fait une des communes les plus étendues de l'Ain. L’habitat, très dispersé, est partagé entre un centre-village et de nombreux hameaux dont Sulignat, Montépin, Teppes de Biches, La Dardaine, Onjard, Les Courbets et Villers.

### Points extrêmes
- Nord : Ferme des Canalons, 46° 22′ 12″ N, 4° 56′ 49″ E
- Est : La Félie, 46° 18′ 18″ N, 5° 00′ 43″ E
- Sud : Le Buchet, 46° 17′ 08″ N, 4° 55′ 43″ E
- Ouest : Les Lombardières, 46° 19′ 06″ N, 4° 54′ 20″ E

### Hydrographie

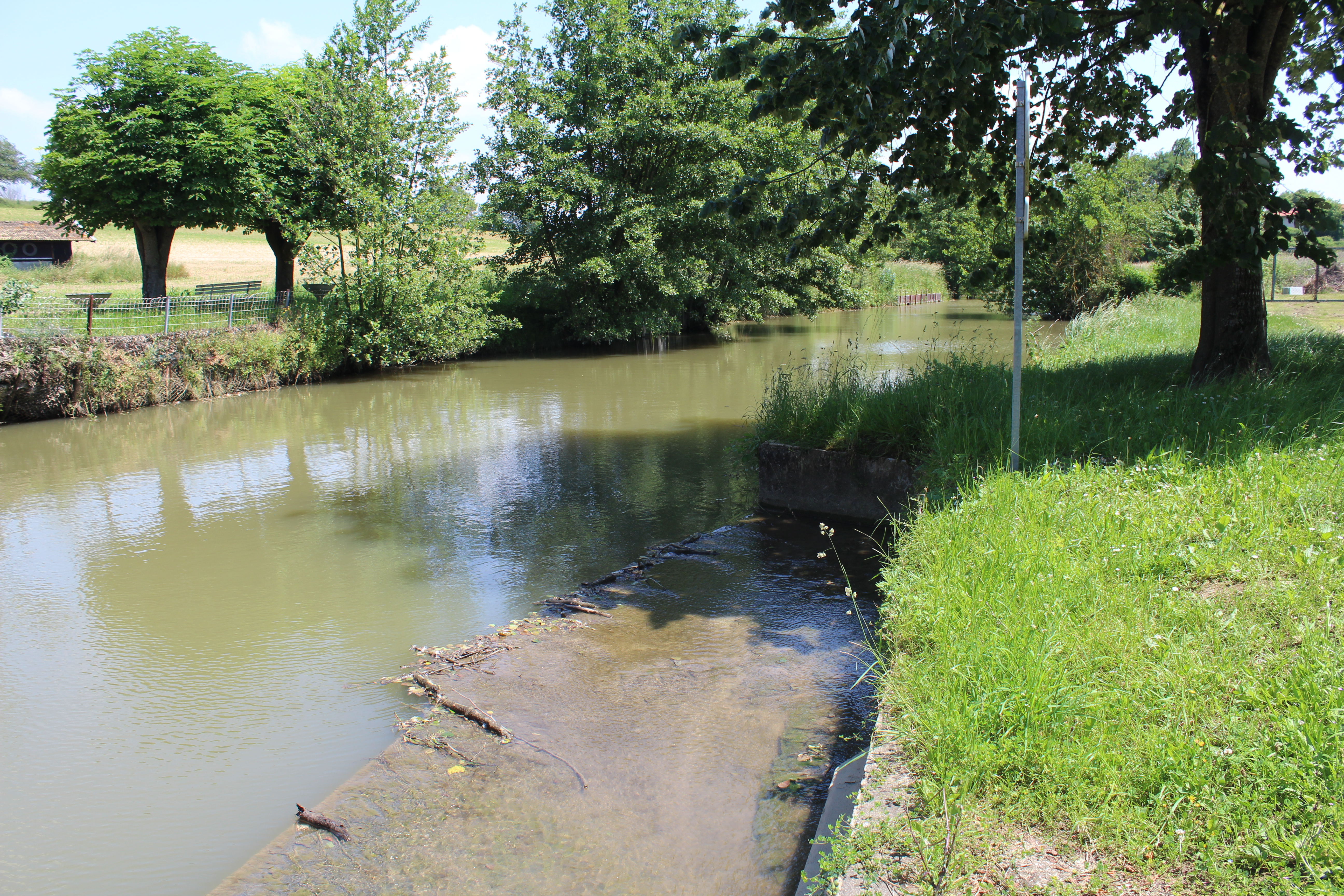
La Grande Loëze à la frontière avec Bâgé-le-Châtel.

Le réseau hydrographique de la commune est assez étoffé, notamment avec la Loëze. Appelé aussi Ruisseau de Manziat, ce cours d'eau prend sa source près de La Chanéaz, avant de se diriger dans Dommartin. Par la suite, on revient dans le territoire communal puis continue son cours à Manziat et se jette dans la Saône à Feillens.
La Loëze n'est pas à confondre avec la Petite Loëze. Ce ruisseau prend sa source au sud-est de la commune et conflue avec le ruisseau de Montépin à la frontière avec Bâgé-le-Châtel. Ce dernier qui prend sa source à Saint-Cyr-sur-Menthon et qui finit son cours au confluent avec la Petite Loëze. Avec la rencontre des deux cours d'eau précédemment cités, on assiste à la naissance de la Grande Loëze. Elle forme une partie de sa frontière avec Bâgé-le-Châtel, Saint-André-de-Bâgé et Replonges.
Enfin, on trouve le Bief des Canes qui naît dans l'Étang des feuilles près d'Onjard, il finit son cours dans la Loëze près de Cour.

### Climat
Le climat y est de type tempéré, et participe grandement au développement de l'agriculture.
Bâgé-la-Ville a les relevés de Mâcon étant donné sa proximité (9 km à vol d'oiseau), voici les valeurs climatiques de 1981 à 2010 :
| Mois                              | jan. | fév. | mars | avril | mai | juin | jui. | août | sep. | oct. | nov. | déc. | année |
| --------------------------------- | ---- | ---- | ---- | ----- | --- | ---- | ---- | ---- | ---- | ---- | ---- | ---- | ----- |
| Température minimale moyenne (°C) | 0    | 1    | 3,5  | 6     | 10  | 13,5 | 15,5 | 15   | 11,5 | 8    | 3,5  | 1    | 7,5   |
| Température moyenne (°C)          | 2    | 4,5  | 8    | 11    | 15  | 19   | 21   | 20,5 | 17   | 12   | 7    | 3,5  | 12    |
| Température maximale moyenne (°C) | 5,5  | 8    | 12   | 16    | 20  | 24   | 27   | 26   | 22   | 16,5 | 10   | 6    | 16    |
| Précipitations (mm)               | 59   | 53   | 49   | 75    | 88  | 75,5 | 71   | 72   | 79,5 | 85,5 | 84   | 70   | 861,5 |

### Voies de communication et transports

Carte des axes de communication de la commune.

Bâgé-la-Ville profite de sa proximité avec Mâcon, Bourg-en-Bresse, voire Lyon, Dijon et Genève pour bénéficier d'un réseau de transport étoffé qui possède des voies d'importance locale, régionale et nationale.

#### Routes

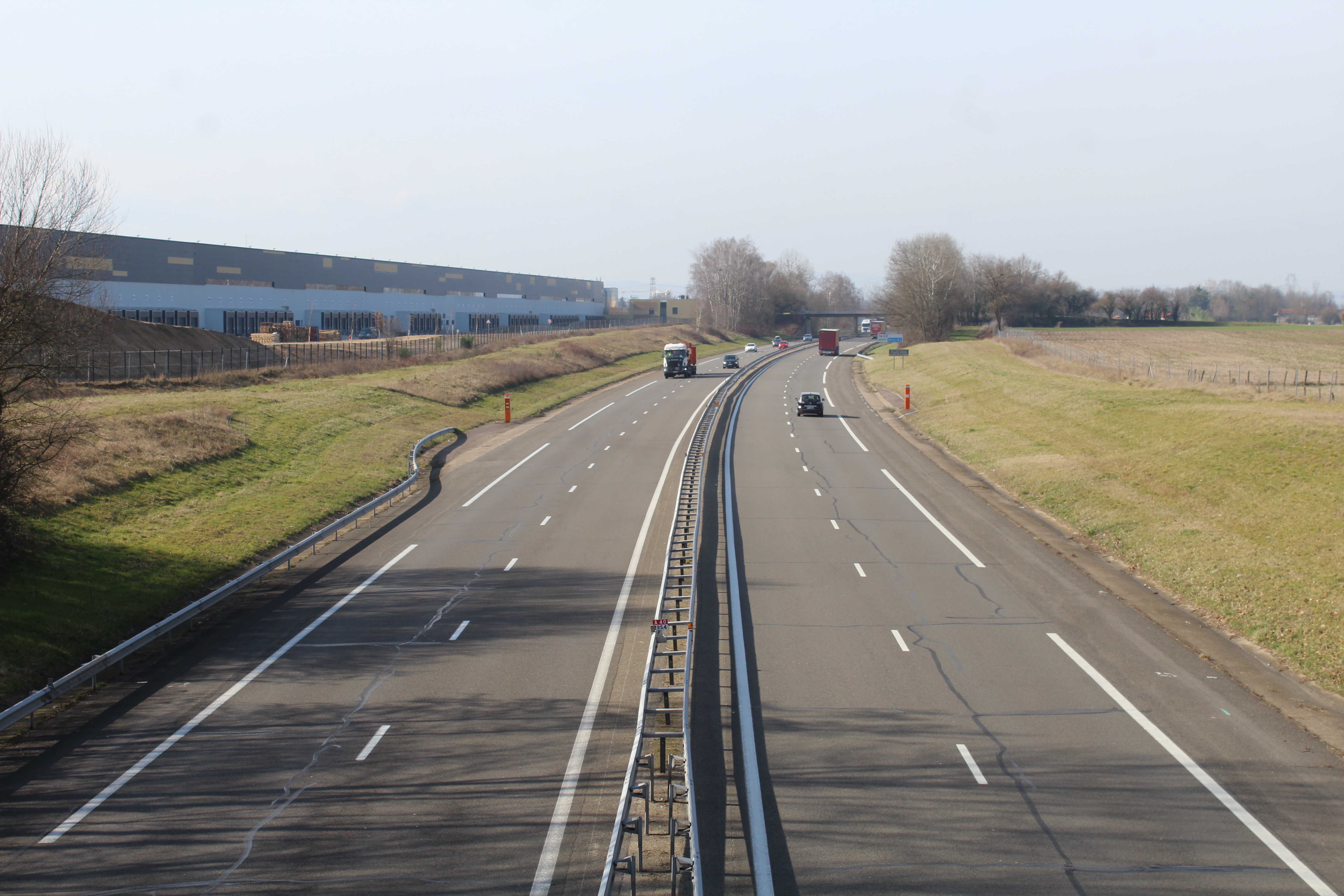
L'autoroute A40 près de la zone d'activités du Buchet.

De nombreuses routes départementales sillonnent le territoire. À commencer par la route départementale 28 qui traverse la partie sud de la commune villobâgésienne. Elle permet de rejoindre par l'est Dommartin ou Montrevel-en-Bresse alors qu'en la prenant par l'ouest, on rejoint Bâgé-le-Châtel, Saint-André-de-Bâgé ou encore Pont-de-Veyle.
Autre axe important, la route départementale 58 commence à Bâgé-le-Châtel puis continue son chemin dans la partie ouest de la commune. Elle permet de rejoindre Onjard ainsi que les communes de Chevroux et Pont-de-Vaux. Une voie annexe lui est adjointe, celle-ci est la route D 58A. Passant dans le nord de la commune et rejoint Dommartin à Manziat, elle est séparée par la route D 58 au sud d'Onjard.
À l'ouest, la route départementale 68 passe à l'ouest du village et relie Bâgé-le-Châtel à Feillens en passant par les quartiers feillendits de Montagnat ou du Ternant. Sa voie annexe, la route D 68A traverse brièvement deux fois Bâgé et relie Bâgé-le-Châtel et Replonges et Mons, quartier de cette dernière.
La route départementale 80 est présente sur la commune en deux sections séparées par la D 28 et le quartier de Teppes de Biches. La partie nord permet de se diriger vers Dommartin et la partie sud relie la commune à Saint-Cyr-sur-Menthon.
Deux voies sont situées en totalité dans la commune et ne sont que des voies de liaison entre le bourg et les autres axes. Par exemple, la route départementale 127 relie la D 28 et la D 58 alors que la D 128 relie la D 28 à la D 127 sur la place du village.
Enfin, la route départementale D 1079 relie Mâcon et Bourg-en-Bresse et fait la frontière sud qu'elle partage avec Saint-Jean-sur-Veyle. Autrefois, cette voie faisait partie de la route nationale 79 mais a été déclassée en 2006 en voie départementale.
Bâgé-la-Ville est située à proximité de trois autoroutes dont une seule la traverse. Celle qui est située sur le territoire communal est l'autoroute A40. Axe reliant Mâcon à Genève, elle est une portion de la Route Centre-Europe Atlantique Bordeaux/Nantes - Annemasse et traverse une petite partie du sud de la commune. Pour accéder à cette voie, il faut aller à la gare de péage de Replonges, à 4 kilomètres au sud-ouest.
L'autoroute A6 est une voie passant à moins de 10 kilomètres de la commune et relie Paris à Lyon. Elle est accessible depuis l'A406 pour aller à Lyon et par l'A40 pour se rendre à Paris. Dernièrement, l'autoroute A406 est une autoroute reliant l'A40 et l'A6, elle permet aux usagers de gagner un quart d'heure pour aller à Mâcon Sud en évitant le centre. Afin d'accéder au contournement de Mâcon, il suffit de se rendre à la gare de péage de Crottet à 7 kilomètres au sud-ouest. Cette autoroute permet d'accéder à l'A6 en direction de Lyon.

#### Voies ferrées

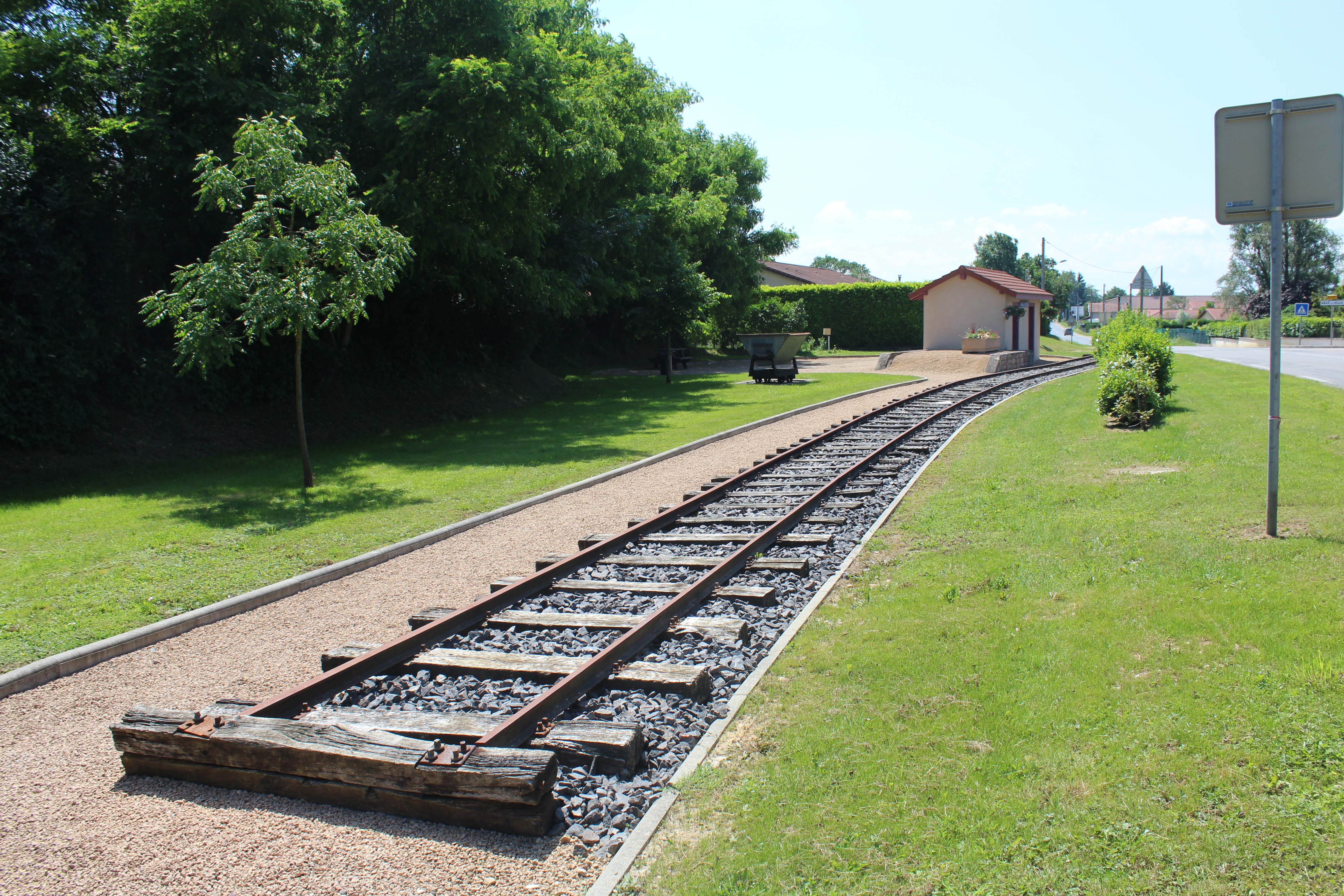
Ancienne voie ferrée près de l'ancienne gare.

Entre 1911 et 1913, la ligne de Bourg à Replonges, gérée par la Compagnie des Tramways de l'Ain et longue de 75 km, fut construite pour assurer des liaisons entre les préfectures de l'Ain et de Saône-et-Loire. Les trains s'arrêtaient à la gare du village et faisaient une halte aux Teppes de Biches. Victime du progrès, la ligne fermera en 1937.
Aujourd'hui, aucune voie ferrée ne traverse la commune mais quelques-unes sont situées à proximité. La ligne de Mâcon à Ambérieu, desservie par les TER de la région Rhône-Alpes, passe à quelques kilomètres au sud de la commune. Les trains grandes lignes et les TGV parcourant cette ligne ne marquent pas d'arrêt.
De l'autre côté de la Saône, la ligne traditionnelle Paris - Marseille via Dijon passe à Mâcon. La gare de Mâcon-Ville, à 10 km de Bâgé-la-Ville, est desservie par des TER Dijon - Mâcon - Lyon et quelques TGV reliant le nord-est de la France à la Méditerranée.
La ligne à grande vitesse Paris - Lyon - Marseille, appelée aussi la LGV Sud-Est traverse la Saône au sud de Mâcon, et comporte un raccordement vers la ligne Mâcon - Bourg. L'autre gare de Mâcon, celle de Mâcon-Loché-TGV, est desservie par quelques TGV reliant Paris à Marseille et Paris à Genève.

#### Transport fluvial
À quelques kilomètres de Bâgé, la Saône, qui marque la frontière ouest du département de l'Ain, est navigable à grand gabarit européen depuis Verdun-sur-le-Doubs jusqu'à Lyon. Elle constitue un axe de transport fluvial important entre l'est et la Méditerranée. Mâcon possède un port fluvial. La Saône est aussi appréciée pour le tourisme fluvial.

#### Transport aérien
Aucun aménagement n'est prévu pour accueillir du transport aérien dans la commune. Toutefois, il existe un petit aéroport à Charnay, au sud-ouest de Mâcon, géré par la chambre de commerce et d'industrie de Saône-et-Loire.
S'il les Villobâgésiens désirent effectuer des vols vers l'international, ils doivent se rendre à l'aéroport de Lyon-Saint-Exupéry distant de 80 kilomètres ou bien à l'aéroport de Genève distant de 140 kilomètres.

#### Transports en commun

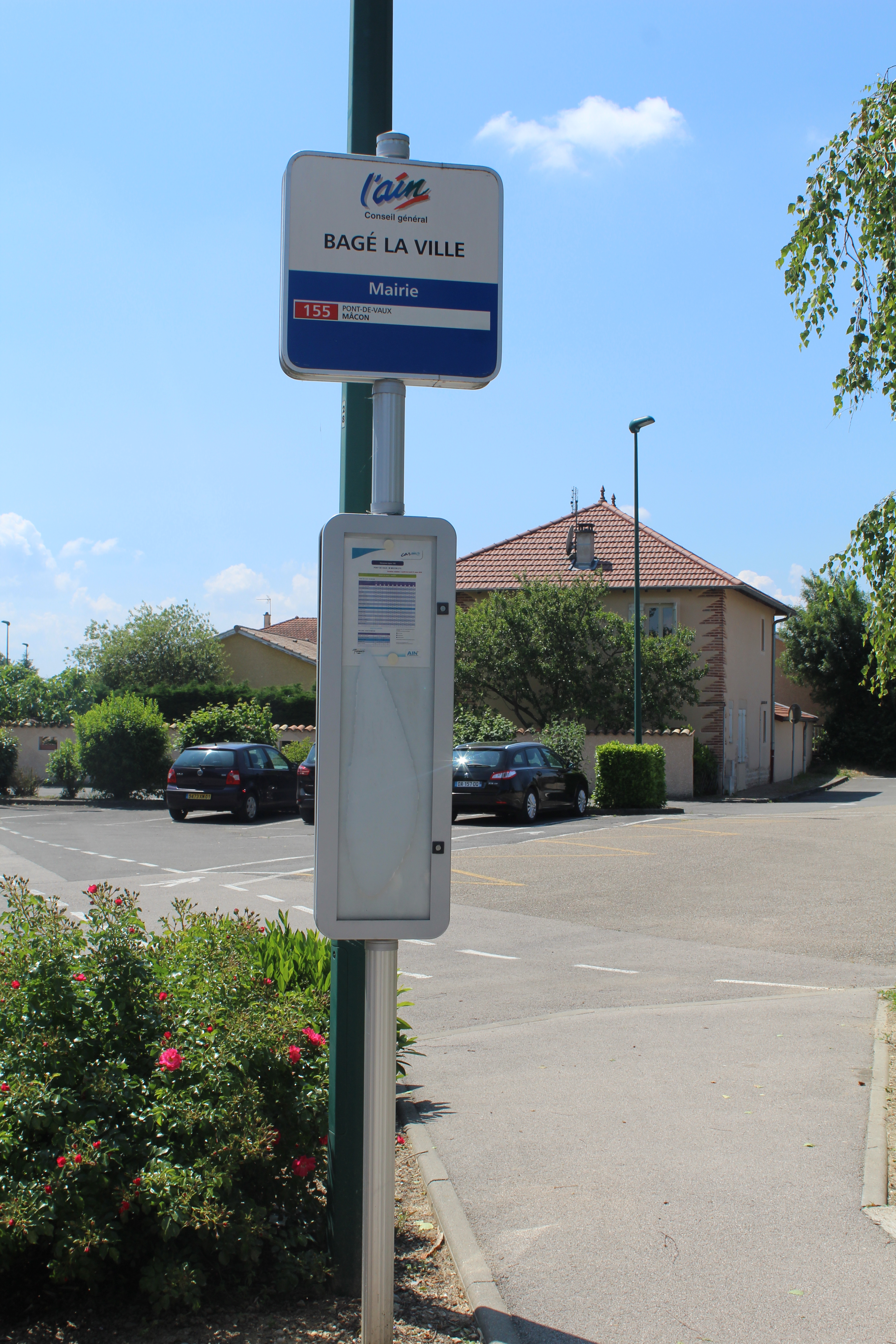
Arrêt Mairie.

La commune est reliée au réseau départemental des bus car.ain.fr. Un arrêt est installé au centre du village : l'arrêt Mairie près de l'école Jacques Prévert qui est intégré à la ligne 155 (Sens Pont-de-Vaux - Mâcon et sens Mâcon - Pont-de-Vaux).
Du lundi au vendredi (sauf les jours fériés), une navette de la ligne 115 circule entre Feillens et Mâcon et dessert la Mairie.

## Urbanisme

### Logement
Le nombre total de logements dans la commune est de 1 236. Parmi ces logements, 95,2 % sont des résidences principales, 1,5 % sont des résidences secondaires et 3,3 % sont des logements vacants. Ces logements sont pour une part de 94,8 % des maisons individuelles, 5,0 % sont d'autre part des appartements et enfin seulement 0,2 % sont des logements d'un autre type. La part d'habitants propriétaires de leur logement est de 83,5 %. Ce qui est supérieur à la moyenne nationale qui se monte à près de 55,3 %. En conséquence, la part de locataires est de 15,4 % sur l'ensemble des logements qui est inversement inférieur à la moyenne nationale qui est de 39,8 %. On peut noter également que 1,1 % des habitants de la commune sont des personnes logées gratuitement alors qu'au niveau de l'ensemble de la France le pourcentage est de 4,9 %. Toujours sur l'ensemble des logements de la commune, 0,8 % sont des studios, 1,7 % sont des logements de deux pièces, 7,7 % en ont trois, 29,0 % des logements disposent de quatre pièces, et 61,0 % des logements ont cinq pièces ou plus.

## Toponymie

### Attestations anciennes

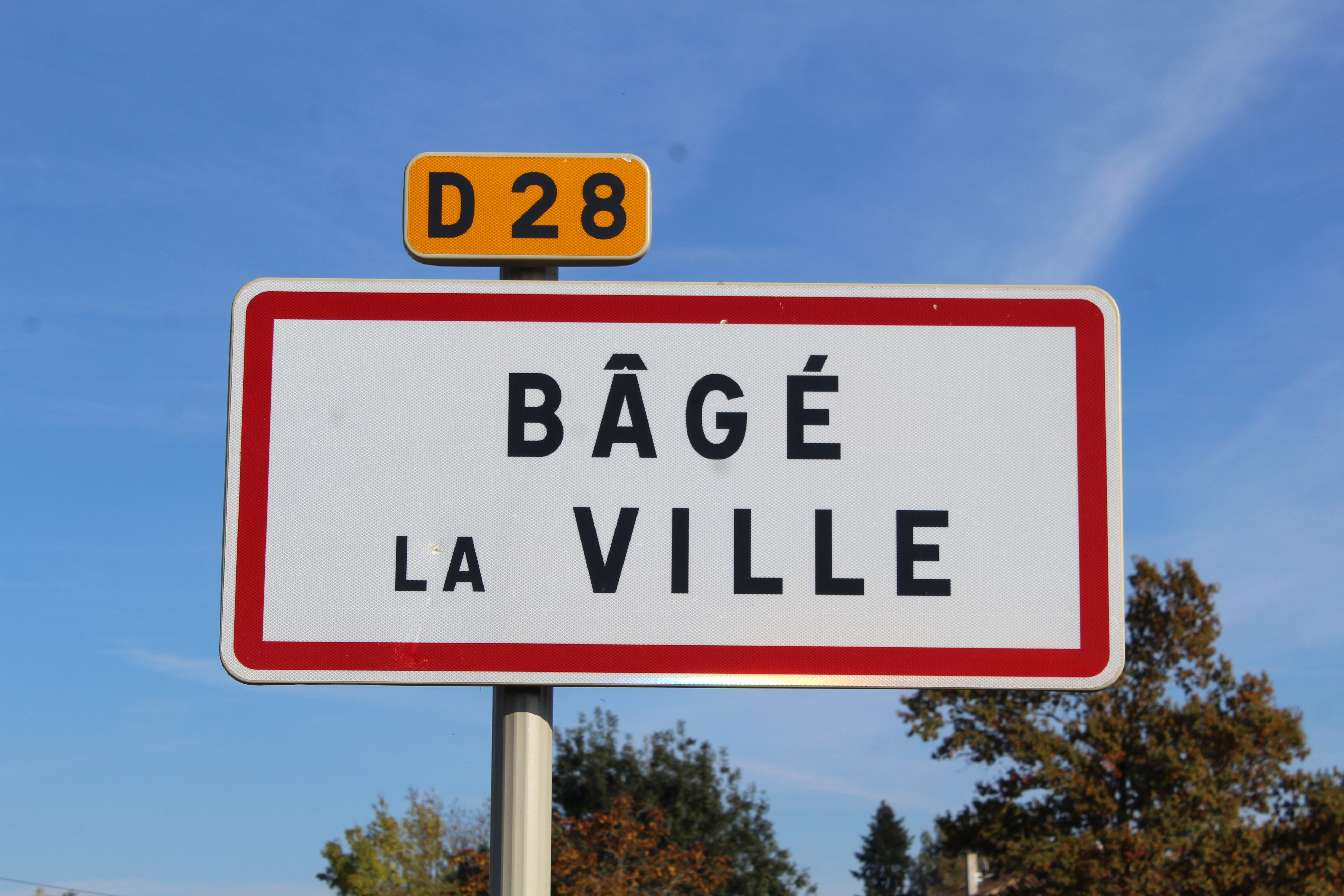
Panneau d'entrée du village.

La première mention du village date de 1004 sous les formes latines Balbiacus et [in villa] balgiaco, Balgiaco en 1006 (recueil des chartes de Cluny). En 1245, on trouve dans les titres de Laumusse le nom de Baugiacus villa tandis que vers 1250, le pouillé du diocèse de Lyon mentionne Baugia la Vila.
D'après l'enquête Bouchu, le nom pour se référer au village vers 1667 est Baugé la Ville. Le nom actuel de Bâgé la Ville est cité pour la première fois en 1734 dans la description de Bourgogne. Durant la Révolution française, le village a pris temporairement le nom de Bâgé-de-l'Ain.

### Étymologie
Bâgé représente l'évolution phonétique régulière du nom de lieu gallo-romain Balbiacum, basé sur le suffixe locatif et de propriété -acum. Le premier élément Balbi- est le nom de personne latin Balbius.
Le déterminant complémentaire la-Ville permet de différencier cette commune de Bâgé-le-Châtel située à proximité.

## Histoire
Au Moyen Âge, trois paroisses se sont formées sur le territoire des seigneurs de Bâgé : Bâgé-le-Châtel autour de son château, Saint-André où les sires avaient édifié leur église et Bâgé-la-Ville sous le vocable de saint Michel, la paroisse la plus importante par sa population. C'est le grand custode de l'église métropolitaine de Lyon qui nommait à la cure.
Vers 1018-1030, Rodolphe de Bâgé, sire de Bâgé, donne quelques fonds situés dans cette paroisse à Saint-Vincent de Mâcon.
En 1360, Pierre de Sachins, curé de  Chavagnat-sur-Veyle, fait un legs au luminaire de l'église.
En 1601, après la fin de la guerre franco-savoyarde qui se termine par le traité de Lyon, Bâgé-la-Ville appartient à la France avec l'acquisition de celle-ci de la Bresse, du Bugey, du Valromey et du pays de Gex. Elle est par la suite intégrée à la province bourguignonne.
Début 2017, lors de la cérémonie des vœux, le maire annonce qu'un projet de fusion avec la commune voisine de Dommartin est en cours. Le 27 juin 2017, une réunion d'information est organisée au boulodrome de Dommartin pour y présenter les grandes lignes du projet. Lors du conseil municipal de Bâgé-la-Ville du 28 septembre 2017, les conseillers municipaux des deux communes approuvent la création de la commune nouvelle. Le 1er décembre 2017, un arrêté du préfet de l'Ain officialise la création de la commune nouvelle à compter du 1er janvier 2018.

### Hameaux

#### Aigrefeuille
Ayguer-ruels, Ayguer-Cuels.
Vers 1180, Ulrich III de Bâgé, sire de Bâgé, donne à Saint-Vincent de Mâcon des services qu'il était en droit de lever sur ce village. L'Ordre de Saint-Lazare de Jérusalem fonde la Commanderie d'Aigrefeuille ("colonia Ayguerruels") dans la seconde moitié du XIIe siècle.

#### Bomin
De Bosco-Main, Bosnien, Bosmin.
Au mois de mai 1272, Humbert, prieur de Treffort, se désiste, en faveur des Hospitaliers de Saint-Jean-de-Jérusalem, de tous les droits qu'il pouvait prétendre sur la dîme de ce village, dont le domaine appartenait en grande partie à l’hôpital d'Epaisse (commanderie d'Epaisse).

## Politique et administration

### Rattachements administratifs et électoraux
Durant l'Ancien Régime, la commune était une communauté du mandement de Bâgé et du bailliage, de l'élection et de la subdélégation de Bourg.
Lors de la création des départements par la Révolution française, elle est intégrée au département de l'Ain et au district de Pont-de-Vaux. En 1800, après la suppression des districts, elle intègre l'arrondissement de Bourg-en-Bresse et reste dans le canton de Bâgé-le-Châtel.
Depuis au moins 1988, Bâgé-la-Ville fait partie de la quatrième circonscription de l'Ain pour l'élection des députés.
En mars 2015, à l'occasion des élections départementales, le décret du 13 février 2014 portant sur le redécoupage cantonal des cantons de l'Ain entre en vigueur. Ainsi, la commune ainsi que toutes celles du canton auquel Bâgé appartenait sont intégrées au nouveau canton de Replonges.

### Administration municipale
Le conseil municipal est composé de vingt-et-un élus municipaux dont le maire et cinq adjoints.
Sept commissions permanentes de travail et d'étude ont été mises en place au sein du conseil : finances, jeunesse et animation, voirie, environnement, urbanisme, instruction de dossiers d'urbanisme, communication.
En plus des adultes, les jeunes peuvent participer à la vie locale avec le conseil municipal jeunes composé de neuf jeunes élus pour une année scolaire.

### Maires
| Période                                  | Période | Identité           | Étiquette | Qualité                                      |
| ---------------------------------------- | ------- | ------------------ | --------- | -------------------------------------------- |
| Les données manquantes sont à compléter. |         |                    |           |                                              |
| 1995                                     | 2008    | Gilbert Thomas     | DVG       | professeur retraité                          |
| 2008                                     | 2017    | Dominique Repiquet | DVD       | inspecteur général des services vétérinaires |

| Période      | Période  | Identité           | Étiquette | Qualité |
| ------------ | -------- | ------------------ | --------- | ------- |
| janvier 2018 | mai 2020 | Dominique Repiquet |           |         |
| mai 2020     | En cours | Éric Diochon       |           |         |

### Politique environnementale

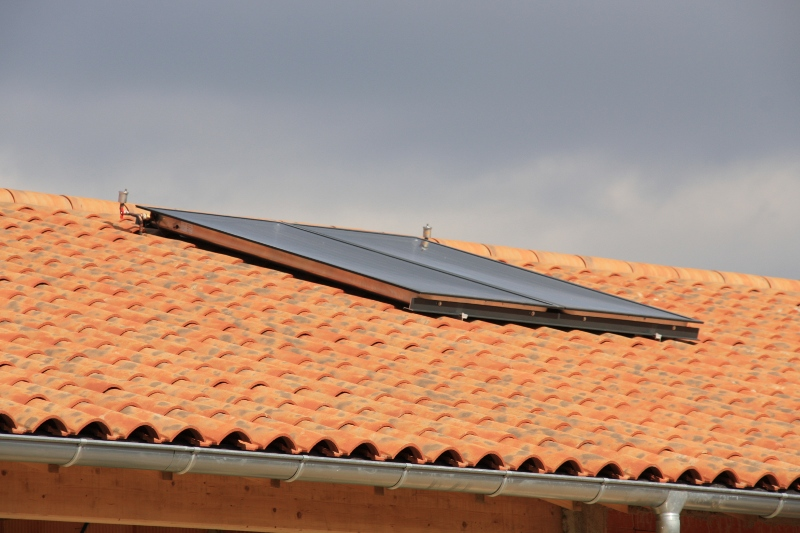
Panneau solaire de l'école maternelle.

La municipalité a mis en place quelques mesures dans le cadre d'une politique environnementale. Les stations d'épuration utilisant la technique de lagunage naturel et de plantées de roseaux ou le système de collecte des déchets par pesée embarquée pour inciter au tri sélectif en sont des exemples. Enfin, le toit de la nouvelle école publique maternelle est équipée d'un panneau solaire photovoltaïque.
Dans le but de sensibiliser les plus jeunes à l'environnement, l'intercommunalité organise une journée de sensibilisation à l'environnement au élèves de CM2 du territoire.

### Intercommunalité
Jusqu'au 31 décembre 2016, Bâgé-la-Ville appartenait à la communauté de communes du pays de Bâgé, intercommunalité créée le 1er janvier 1998 à la suite de la dissolution du SIVOM du canton de Bâgé créé en 1972. Ce jour de 1998 vit aussi la disparition de Saint-Laurent-sur-Saône qui rejoint alors la communauté d'agglomération du Mâconnais - Val-de-Saône. Depuis le 1er janvier 2017, la commune est intégrée à la nouvelle communauté de communes du pays de Bâgé et de Pont-de-Vaux. Cette dernière regroupe les communes de l'ancienne intercommunalité à celles du canton de Pont-de-Vaux. La structure devient communauté de communes Bresse et Saône le 13 décembre de la même année.
Une autre structure regroupe l'intercommunalité à d'autres de la région. Le syndicat mixte Bresse Val de Saône, créé en 1995, regroupe 40 communes,. Son but est de négocier les procédures que proposent l'Union européenne, l'État ou la région Auvergne-Rhône-Alpes qui pourraient développer un territoire plus vaste que la simple communauté de communes.
Enfin, comme la totalité des communes du département de l'Ain, le village appartient au syndicat intercommunal d'énergie et de e-communication de l'Ain, organisation fondée le 11 mars 1950. Le syndicat est compétent dans la gestion des réseaux d'électrification, de gaz, de l'éclairage public, de la communication électronique. En plus de ces compétences, la structure accompagne les communes pour qu'elles puissent maîtriser leur consommation d'énergie, gère un système d'information géographique et a mis en place dans le département, par l'intermédiaire de sa régie Réso-Liain, un réseau de fibre optique pour avoir accès à Internet à très haut débit.

### Jumelages
| \| Bad Waldsee Bâgé-la-Ville \| Localisation des communes jumelées. |
| Bad Waldsee Bâgé-la-Ville                                           |

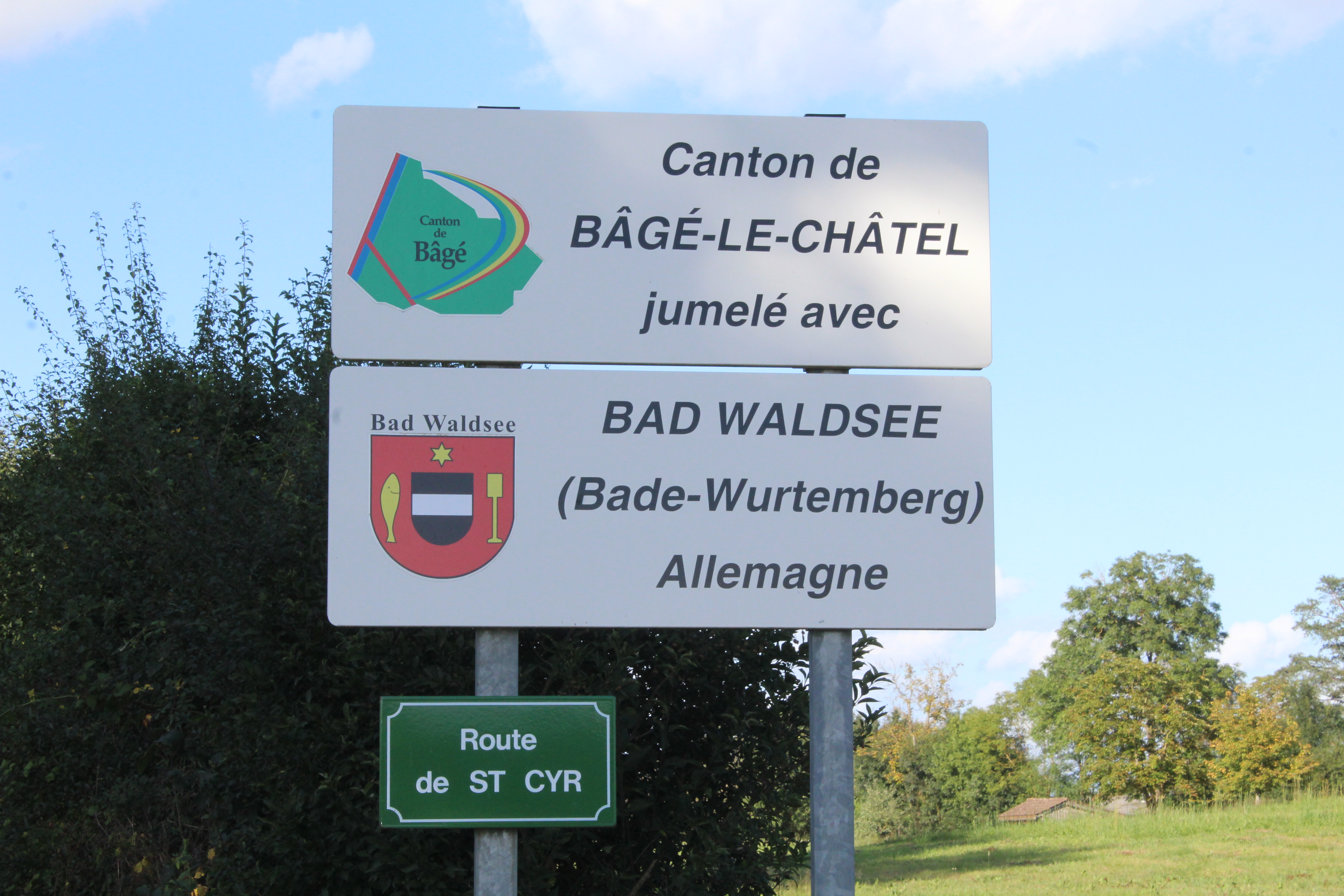
Panneau annonçant le jumelage.

La communauté de communes du pays de Bâgé dont la commune fait partie est jumelée avec la commune de Bad Waldsee localisée au sud du Bade-Wurtemberg en Allemagne depuis le 13 octobre 1991. Ce jumelage est né d'un échange franco-allemand débuté en 1977 grâce à Roger Poulnard, fondateur du lycée de la commune, et à MM. Subreville et Batho, professeurs d'allemand du collège. Ces derniers ont fait une demande de contact avec un établissement de l'Allemagne auprès du Ministère de l'Éducation nationale qui leur ont répondu favorablement en leur proposant la Realschule de Bad Waldsee. Une dizaine de mois après avoir reçu cette réponse, Herr Schültz, professeur de français à la Realschule arrive en France avec 15 collégiens,. Ce n'est qu'une quinzaine d'années plus tard que l'échange scolaire devient un jumelage intercommunal. Depuis, un voyage est organisé chaque année et les élèves choisissant d'étudier l'allemand ont un correspondant.

## Population et société

### Démographie
Depuis le début des années 2000, la population de la commune a augmenté. Nombreuses sont les parcelles cultivées aujourd'hui transformées en lotissements. Cet afflux massif de nouveaux habitants a permis l'arrivée de nouveaux services et l'aménagement de certains lieux publics. L'école maternelle en est un très bon exemple puisqu'elle a été agrandie quatre fois en une quinzaine d'années. La commune est d'ailleurs passée du statut de village à celui de ville il y a déjà quelque temps.
L'évolution du nombre d'habitants est connue à travers les recensements de la population effectués dans la commune depuis 1793. Pour les communes de moins de 10 000 habitants, une enquête de recensement portant sur toute la population est réalisée tous les cinq ans, les populations de référence des années intermédiaires étant quant à elles estimées par interpolation ou extrapolation. Pour la commune, le premier recensement exhaustif entrant dans le cadre du nouveau dispositif a été réalisé en 2004.

En 2018, la commune comptait 3 188 habitants, en évolution de +1,85 % par rapport à 2012 (Ain : +5,15 %, France hors Mayotte : +2,11 %).
| 1793  | 1800  | 1806  | 1821  | 1831  | 1836  | 1841  | 1846  | 1851  |
| ----- | ----- | ----- | ----- | ----- | ----- | ----- | ----- | ----- |
| 1 809 | 2 001 | 1 960 | 2 043 | 2 017 | 2 043 | 2 072 | 2 069 | 2 103 |

| 1856  | 1861  | 1866  | 1872  | 1876  | 1881  | 1886  | 1891  | 1896  |
| ----- | ----- | ----- | ----- | ----- | ----- | ----- | ----- | ----- |
| 2 054 | 2 095 | 2 142 | 1 987 | 1 992 | 1 918 | 1 931 | 1 885 | 1 902 |

| 1901  | 1906  | 1911  | 1921  | 1926  | 1931  | 1936  | 1946  | 1954  |
| ----- | ----- | ----- | ----- | ----- | ----- | ----- | ----- | ----- |
| 1 863 | 1 896 | 1 865 | 1 731 | 1 708 | 1 596 | 1 586 | 1 550 | 1 469 |

| 1962  | 1968  | 1975  | 1982  | 1990  | 1999  | 2004  | 2006  | 2009  |
| ----- | ----- | ----- | ----- | ----- | ----- | ----- | ----- | ----- |
| 1 399 | 1 383 | 1 361 | 1 596 | 1 959 | 2 314 | 2 532 | 2 623 | 2 975 |

| 2014  | 2018  | - | - | - | - | - | - | - |
| ----- | ----- | - | - | - | - | - | - | - |
| 3 177 | 3 188 | - | - | - | - | - | - | - |

### Enseignement
La commune de Bâgé-la-Ville dispose de quatre établissements d'enseignement public. Il s'agit de l'école maternelle Jacques-Prévert, des écoles primaires Denave et Painlevé.
Le dernier établissement scolaire est le collège Roger-Poulnard, du nom de son créateur, il accueille les élèves du pays de Bâgé même si certains élèves se dirigent au collège privé Saint-Charles de la commune voisine de Feillens.
Après la fin de leur scolarité au collège, les élèves de la commune peuvent intégrer le lycée René Cassin à Mâcon qui est le lycée de secteur.

Écoles de la commune.
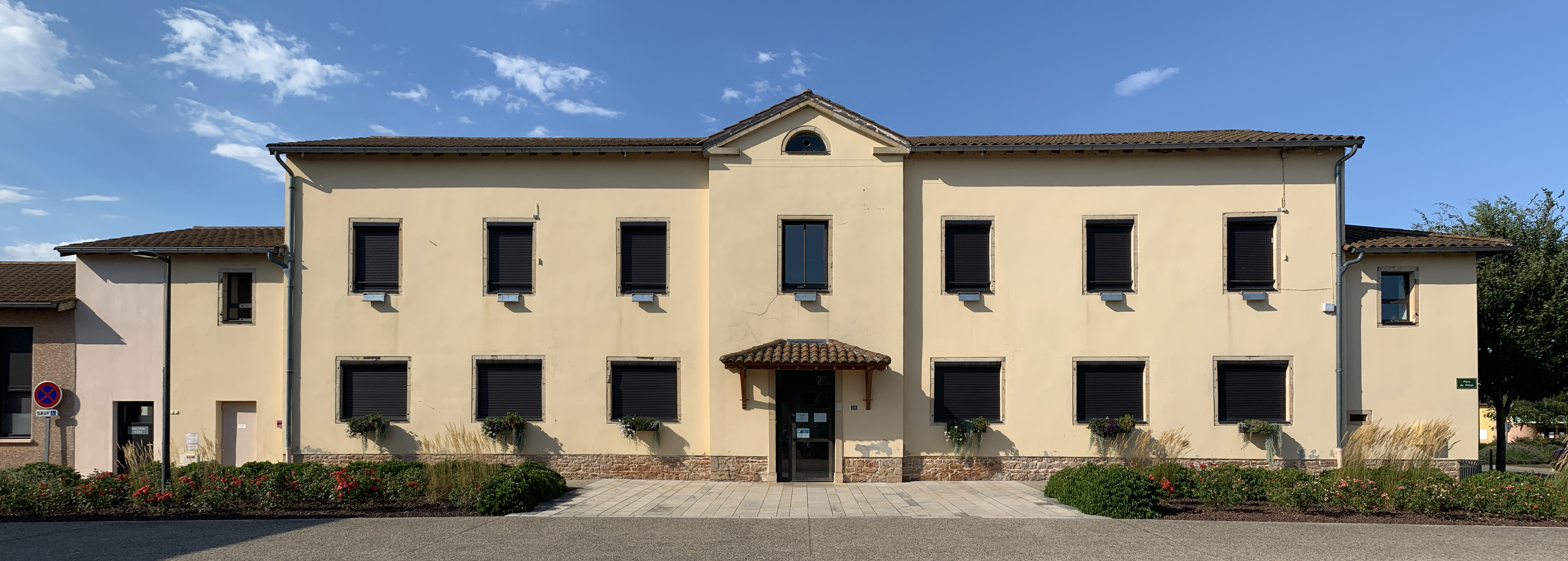
École Denave.
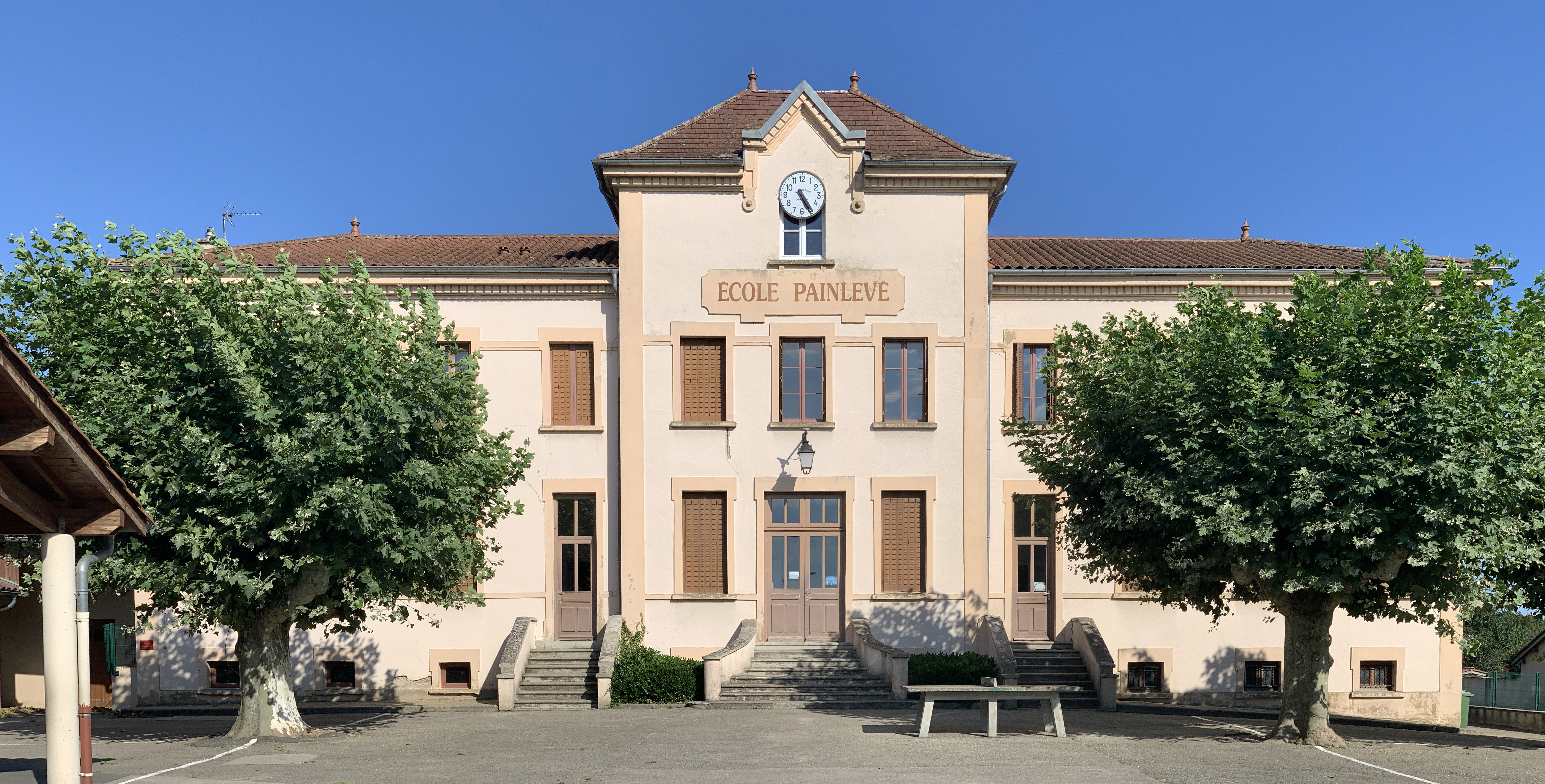
École Painlevé.
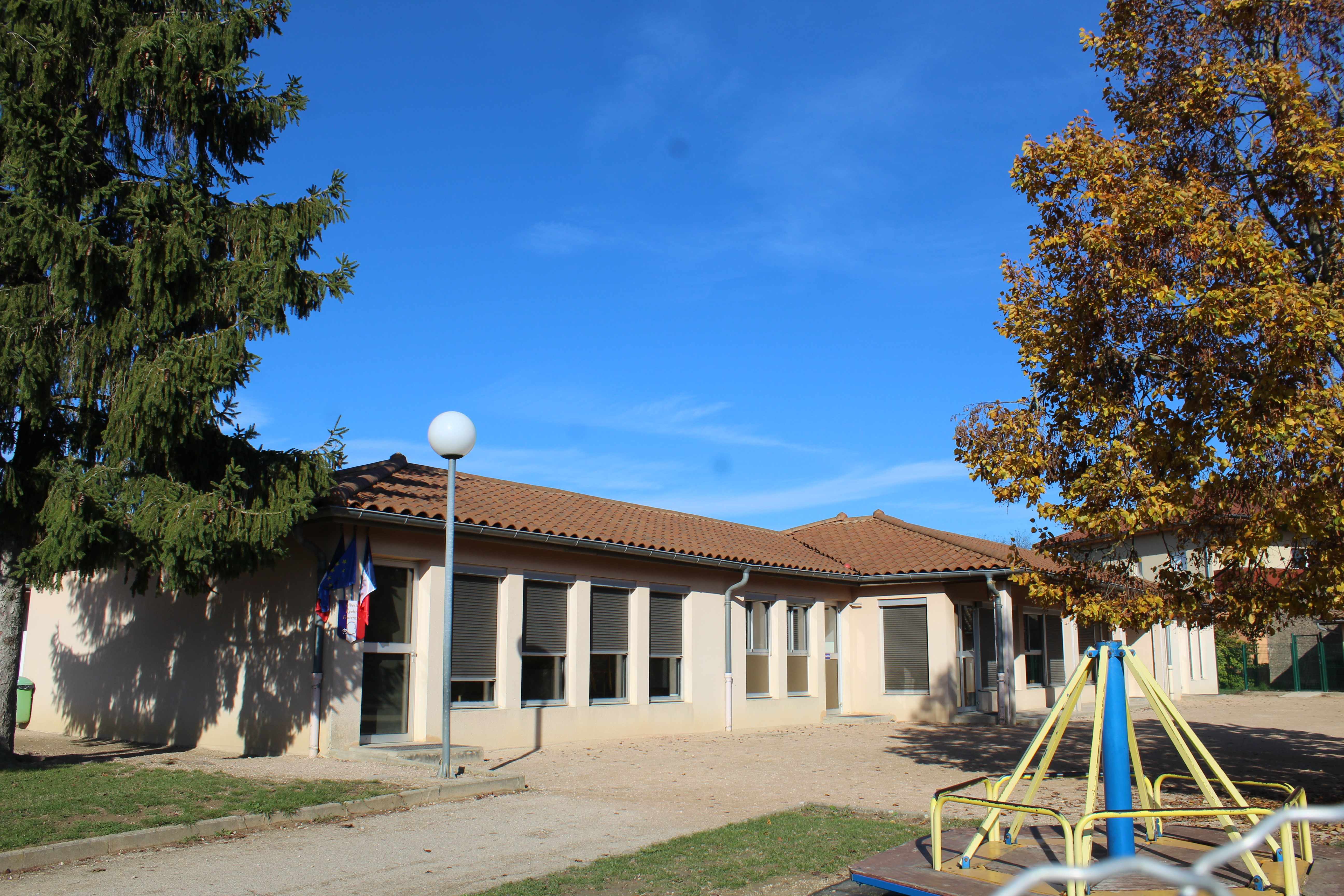
École Jacques Prévert.

En plus de ces établissements scolaires, on trouve un pôle petite enfance, structure intercommunale accueillant les enfants de deux mois jusqu'à quatre ans.

### Manifestations culturelles et festivités

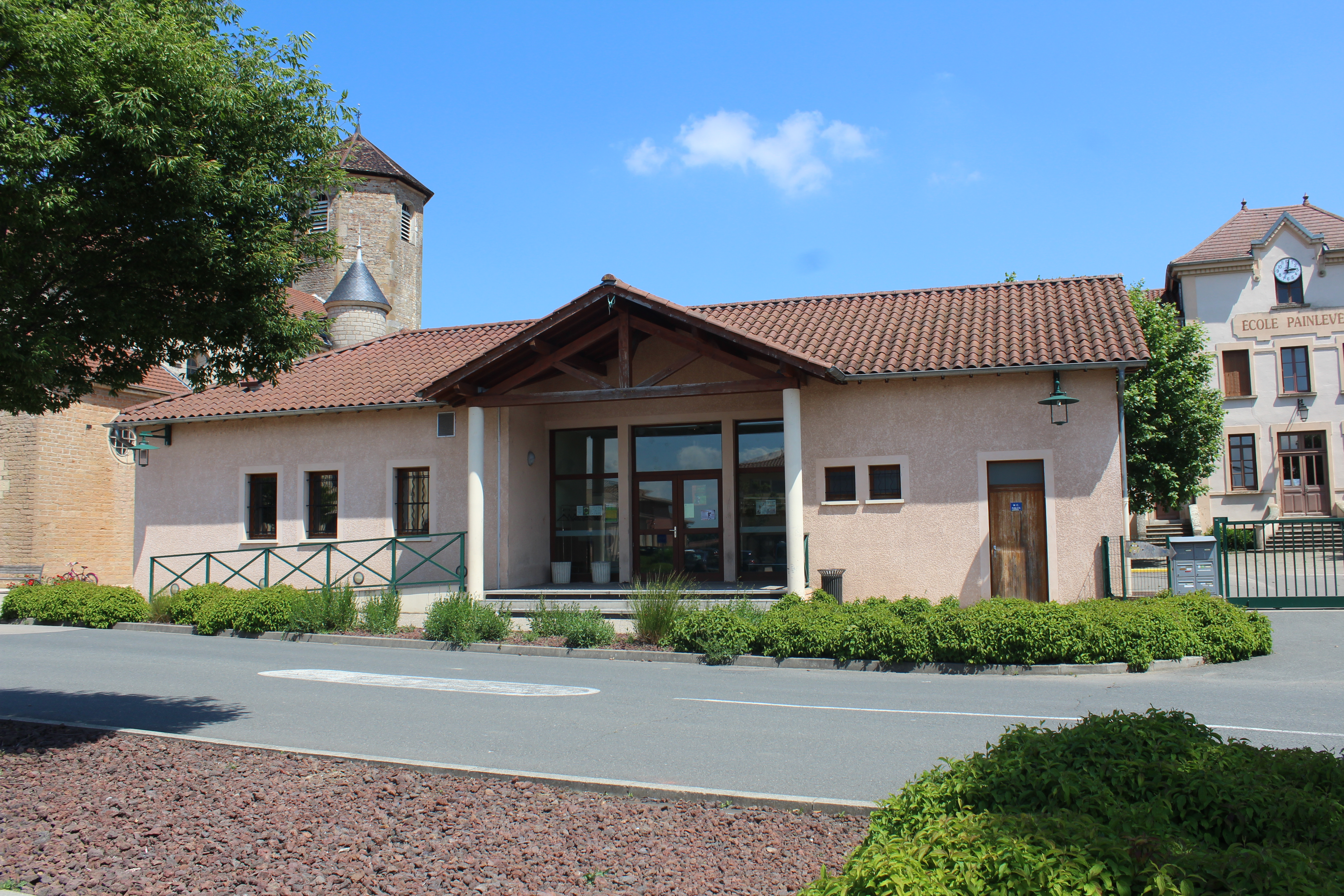
Salle des fêtes.

Chaque année, durant le troisième week-end de septembre, se déroule la fête patronale appelée communément vogue. Pour l'occasion des attractions foraines sont présentes sur la place du village. Dans la nuit, un feu d'artifice est tiré. À l'occasion de cette fête, la coutume veut que l'on fasse des tartes dites au quemo, sorte de tarte à la frangipane.
Tous les ans, à l'âge de 20 ans, il est proposé aux Villobâgésiens de participer à la fête des conscrits. Cette fête a pour but de rassembler tous les habitants nés une et plusieurs dizaines d'années auparavant. Chaque année correspond à une classe ; en 2015, les conscrits étaient de la classe en 5, donc nés une année finissant par 5. Pour célébrer cela, tous les 10 ans, il est proposé aux habitants dont l'âge finit par 0 de se joindre à un banquet. C'est aux conscrits de vingt ans de mettre en place les festivités et d'inviter leurs ainés.
Cette grande fête, qui commence en septembre pour les conscrits de vingt ans et les sous-conscrits de dix-neuf ans, est bien souvent l'occasion de moments de liesse et de grandes beuveries. Le lendemain du banquet, habituellement prévu en février, les conscrits préparent les célèbres matefaims des conscrits qui sont en fait des crêpes. Tous les Bâgésiens sont donc invités à venir les déguster à la salle des fêtes.

### Santé
Malgré l'importance de la population, il n'y a pas de médecin généraliste. Toutefois, il existe deux maisons de santé localisées à proximité, l'une à Bâgé-le-Châtel et l'autre à Feillens.
Deux centres hospitaliers sont situés dans un rayon de vingt kilomètres du bourg, le plus proche étant celui de Mâcon et l'autre est celui de Fleyriat situé dans la commune de Viriat, limitrophe de Bourg-en-Bresse.

### Sports
L'animation sportive est très présente dans la commune avec notamment le gymnase Armand-Morel, du nom d'un ancien maire de la commune, est adjacent au collège Roger-Poulnard. À l'étage du gymnase, on trouve la salle des arts martiaux. Ce bâtiment accueille l'Aïkido Pays de Bâgé, le Karaté Club du Val de Saône, le Judo Club Bâgésien qui possède aussi une section fitness-zumba-musculation. Il ne faut pas oublier le Football Fauteuil du Pays de Bâgé créé en mai 2013 et évoluant en 3e division, Le club a remporté la Coupe de France en 2014 à Montrodat.
L'ASTBD (Association sportive des trois Bâgé Dommartin), plus souvent appelée AS Bâgé, est une association de football regroupant les villages de Bâgé-la-Ville, Bâgé-le-Châtel, Saint-André-de-Bâgé et Dommartin. Le club reçoit ses adversaires au terrain d'honneur de Bâgé-le-Châtel près de la commune. En face de ce terrain, il existe dans la commune un skatepark.
Le Tennis Club des 3 Bâgé-Dommartin est aussi un club qui regroupe les quatre villages frontaliers mais est une association pour le tennis. Les courts se situent à Saint-André.
D'autres associations permettent la pratique d'activités sportives dont l'Association Yoga Énergie Détente, les Ateliers de la Danse, la Gymnastique volontaire des 3 Bâgés, le Jujitsu Entente Sportive Bâgésienne et la Retraite Sportive du Val de Saône.

### Médias
Le Progrès est un journal régional diffusant dans les départements de l'Ain, du Jura, du Rhône, de la Loire et de la Haute-Loire. Chaque vendredi est publié le journal local hebdomadaire Voix de l'Ain. De plus, Le Journal de Saône-et-Loire, paru pour la première fois le 2 juillet 1826, est la version saône-et-loirienne du Progrès. Ce journal quotidien paraît dans les environs sous l'édition de Mâcon.
Dans le domaine télévisuel, la chaîne France 3 émet un décrochage local dans la commune par le biais de France 3 Rhône Alpes. Enfin, Radio Scoop est une radio musicale d'Auvergne-Rhône-Alpes qui possède une station à Bourg-en-Bresse diffusant dans l'Ain.
Deux fois par an, la municipalité publie le bulletin municipal où sont présentés les projets à venir, en cours ou réalisés ainsi que d'autres actualités communales. Elle possède un site internet pour transmettre les informations municipales.

### Personnalités liées à la commune
- Louis Duret (1527-1586) : médecin des rois Charles IX et Henri III, y est né.
- Gabriel Marie de Riccé (1758-1832), maréchal de camp des armées de la République, préfet, député, y est né.
- Xavier de Montépin (1823-1802) : romancier qui fit plusieurs séjours dans le château de son oncle Jean-Baptiste de Montépin, maire de la commune[44].

## Économie

### Revenus de la population et fiscalité
Selon l'enquête de l'INSEE en 2006, les revenus moyens par ménage sont de l'ordre de 17 345 euros par an, alors que la moyenne nationale est de 15 027 euros par an. Il n'y a pas de redevables de l'impôt de solidarité sur la fortune (ISF) à Bâgé-la-Ville.

### Emploi
En 2006, la population de Bâgé-la-Ville se répartissait à 48,6 % d'actifs, ce qui est légèrement supérieur au 45,2 % d'actifs de la moyenne nationale, 12,4 % de retraités, un chiffre inférieur au 18,2 % national. On dénombrait également 29 % de jeunes scolarisés et 10 % d'autres personnes sans activité.
Le taux d'activité de la population des 20 à 59 ans de Bâgé-la-Ville était de 87 %, avec un taux de chômage de 5,3 %, donc bien inférieur à la moyenne nationale de 12,9 % de chômeurs.
Répartition des emplois par domaine d'activité
|                             | Agriculteurs | Artisans, commerçants, chefs d'entreprise | Cadres, professions intellectuelles | Professions intermédiaires | Employés | Ouvriers |
| --------------------------- | ------------ | ----------------------------------------- | ----------------------------------- | -------------------------- | -------- | -------- |
| Bâgé-la-Ville               | 7,3 %        | 4,4 %                                     | 10,2 %                              | 20,1 %                     | 27,4 %   | 30,6 %   |
| Moyenne nationale           | 2,4 %        | 6,4 %                                     | 12,1 %                              | 22,1 %                     | 29,9 %   | 27,1 %   |
| Sources des données : INSEE |              |                                           |                                     |                            |          |          |

### Entreprises de l'agglomération
Trois zones destinées aux entreprises sont installées ou en cours d'installation dans la commune :
- la zone d'activités de Charlemagne au nord du bourg du village ;
- la zone d’activités commerciales de la Glaine au sud du bourg du village ;
- la zone d'activités du Buchet entre l'A40 et la D079.

La commune dispose de nombreux artisans tels que des menuisiers, des plombiers ou des peintres. On dénombre aussi une soixantaine d'exploitations agricoles.

### Commerce
De nombreux commerces sont présents à Bâgé-la-Ville, comme la boulangerie, le bar, le magasin Colruyt.

## Culture locale et patrimoine

### Lieux et monuments

#### Monuments laïques

Bâtiments de la commune.
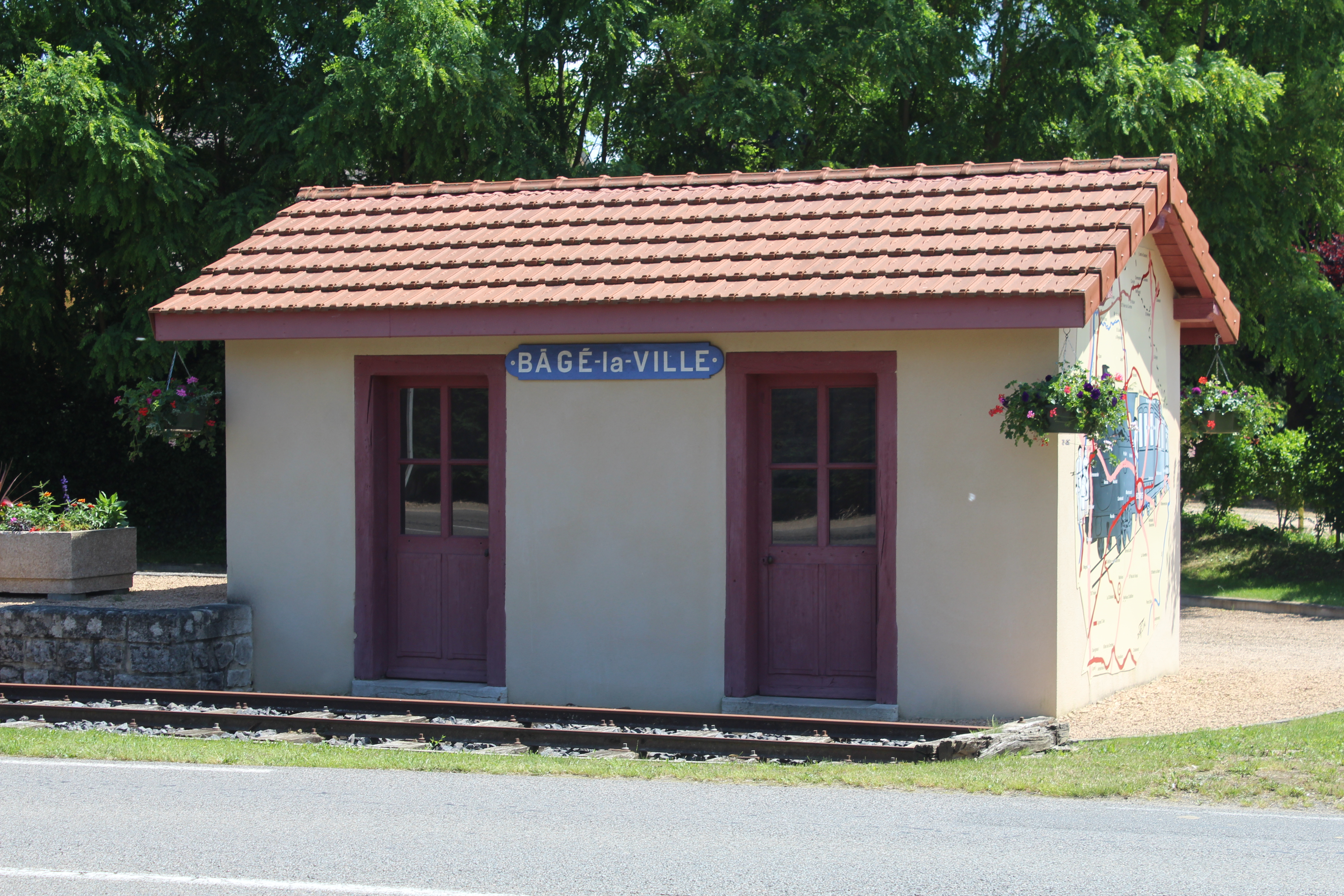
Bâtiment de l'ancienne gare.
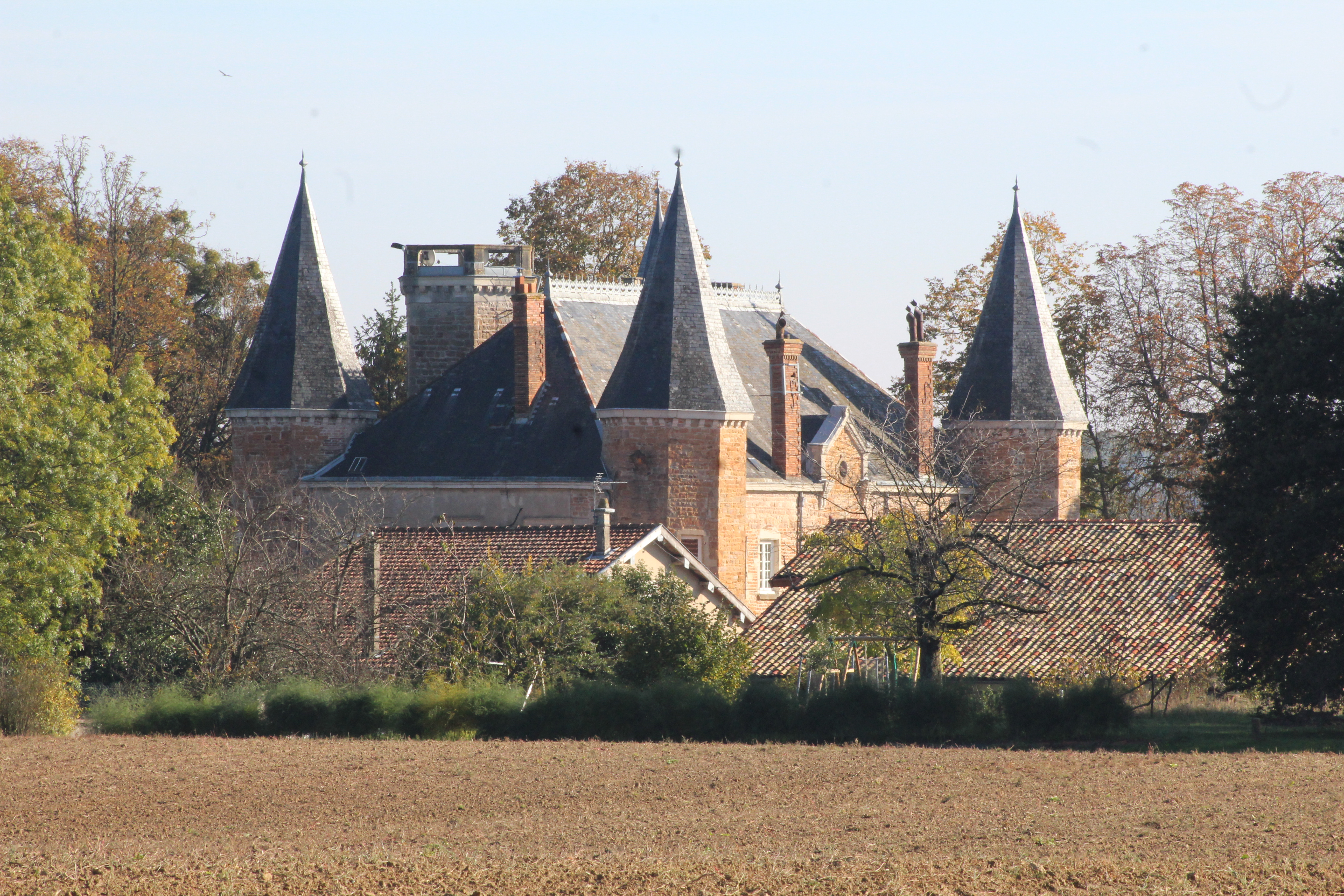
Château de la Griffonnière.
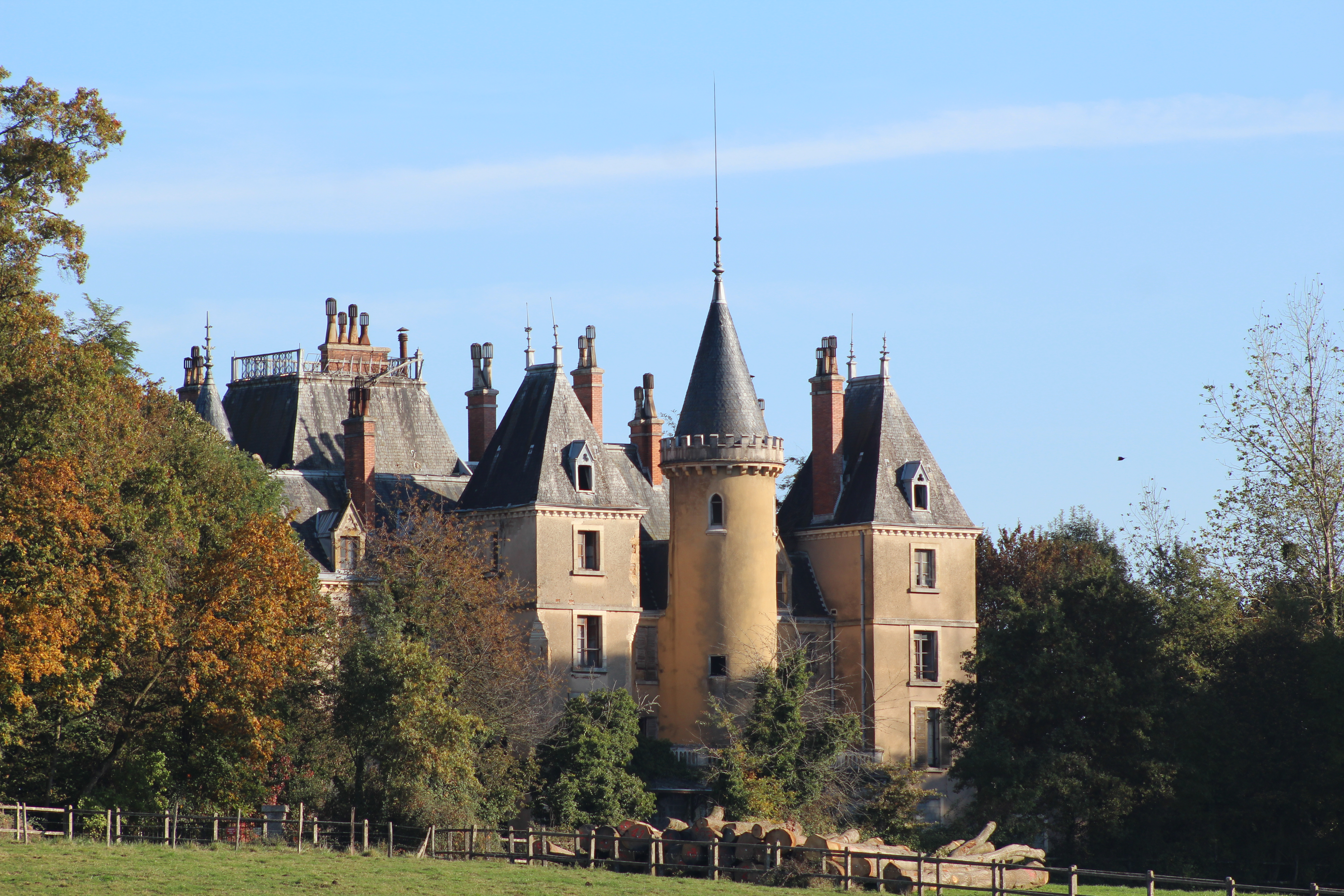
Château de Montépin.
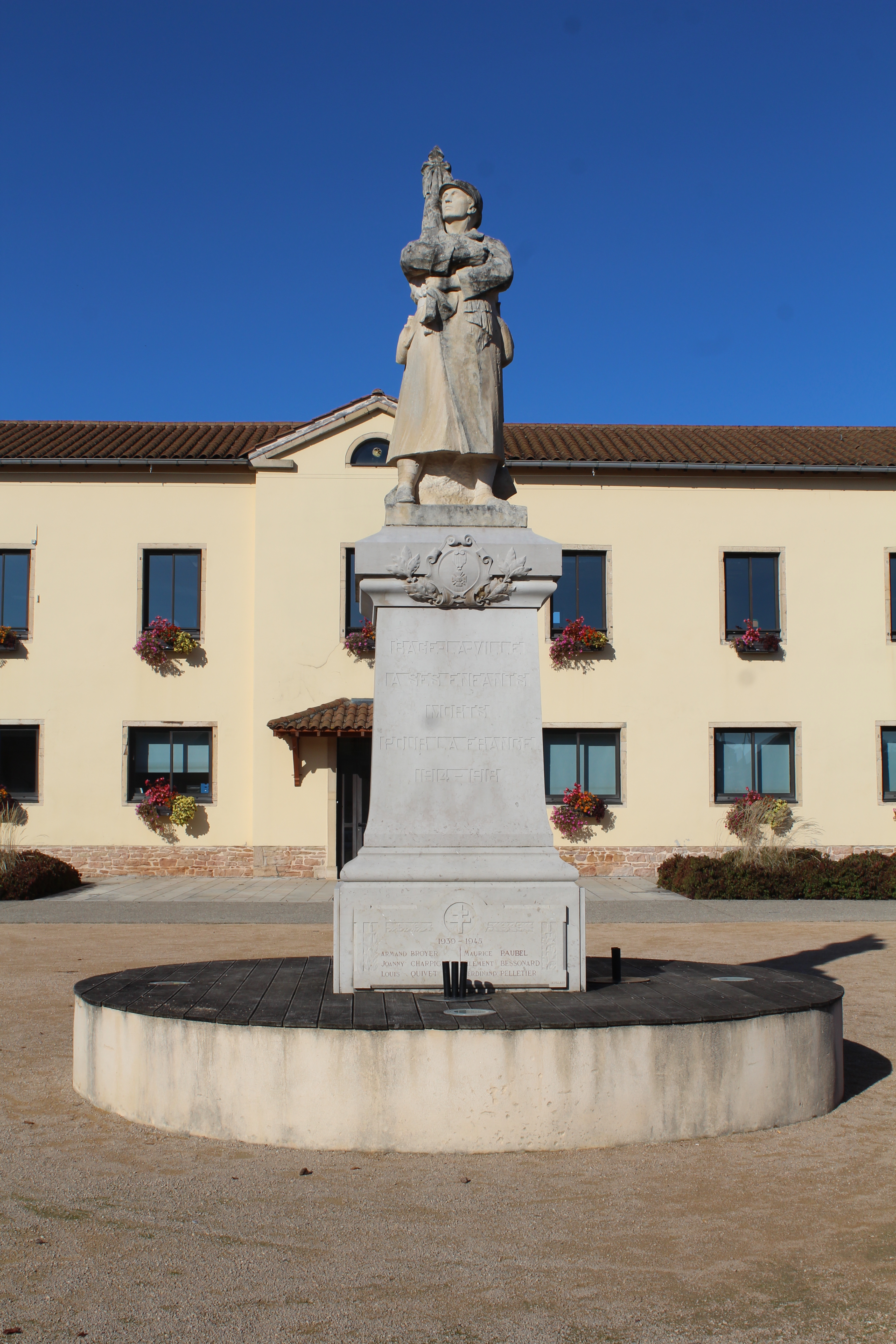
Monument aux morts.
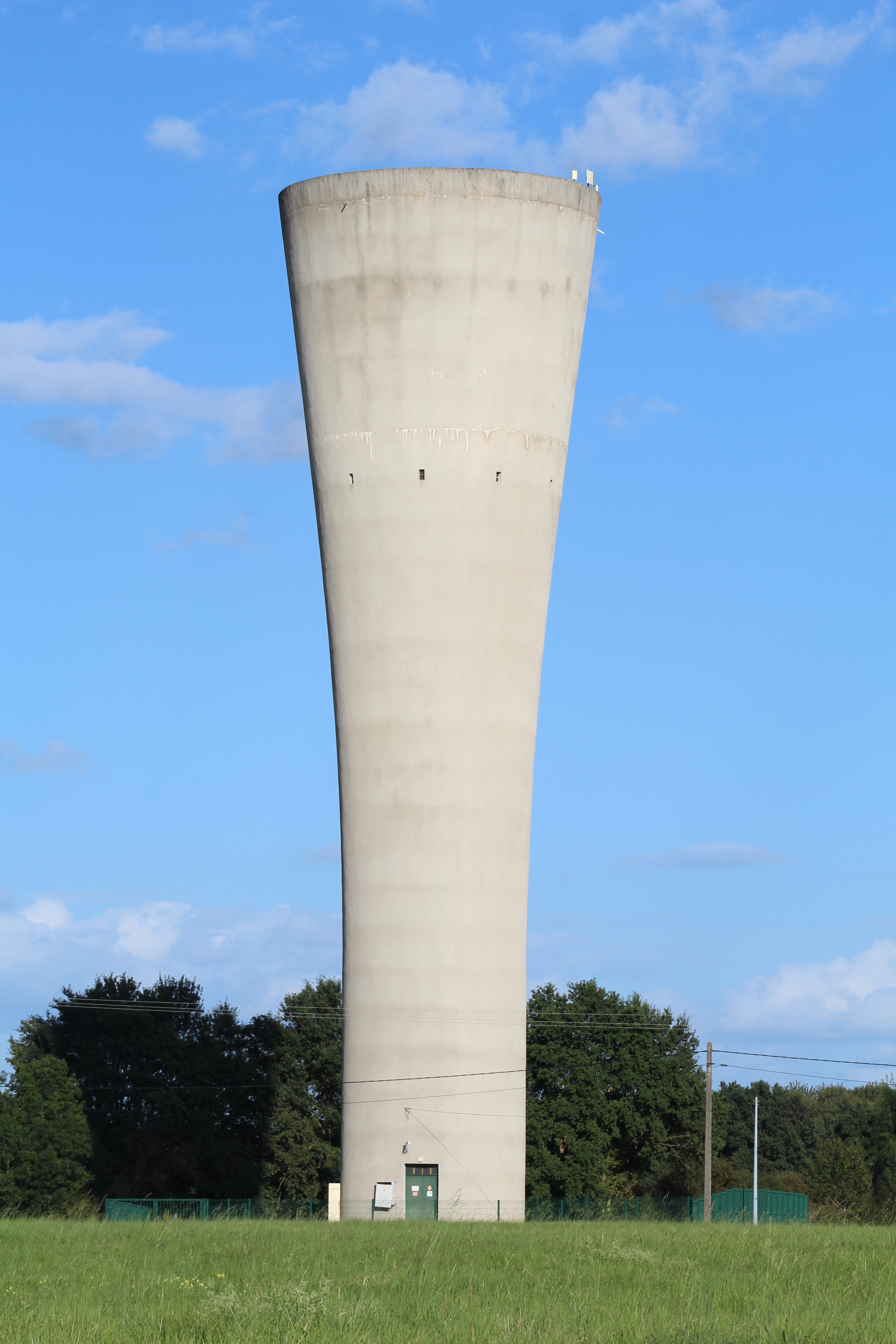
Château d'eau.

Trois châteaux sont installés sur le territoire communal : le château de Raponnet construit au XVIIIe siècle, le château de la Griffonnière du XVIe siècle qui a été reconstruit en partie au XIXe siècle. Aujourd'hui, il a été aménagé pour accueillir des chambres d'hôtes, et le château de Montépin signalé pour la première fois en 1273, il fut restauré au XIXe siècle et une chapelle se trouve dans son parc. Même si l'extérieur est intact, le château est laissé à l'abandon depuis quelques années.
Se dressait également sur le territoire communal la maison forte de Loeze citée à la fin du XIIe siècle.
Aux abords de la route D 28 se trouve l'ancienne gare de Bâgé-la-Ville, qui témoigne de la présence des tramways de l'Ain durant le début du XXe siècle. Elle a été restaurée en 2011 par les Amis du site de Bâgé et comporte quelques éléments de la gare de Marsonnas, détruite la même année.
En face de l'église du village, un monument en l'honneur des soldats de la commune tués au combat trône au centre de la place du village.
Près de La Dardaine, le château d'eau approvisionne en eau l'ensemble de la population villobâgésienne.

#### Monuments religieux

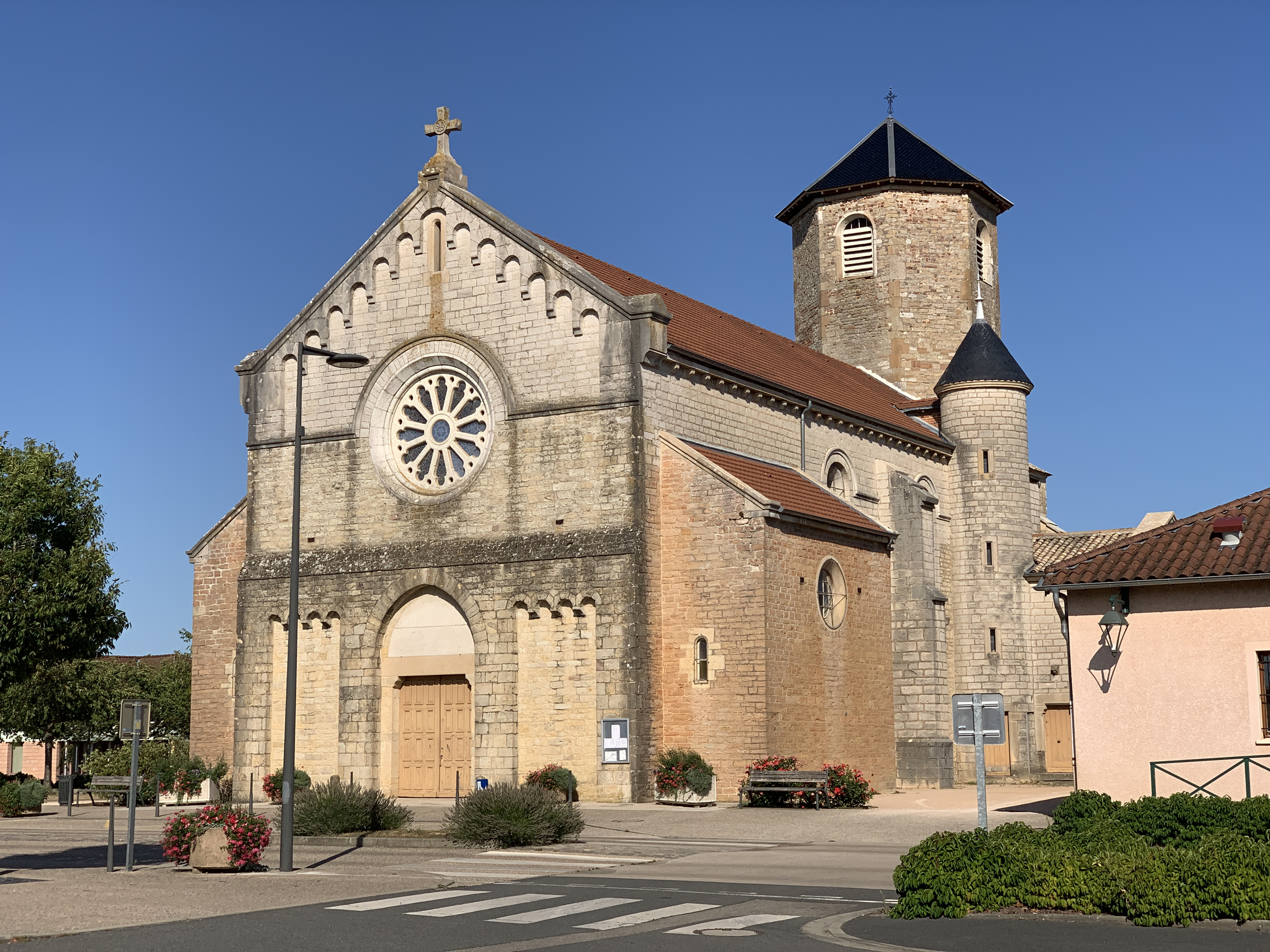
Église Saint-Michel.

La chapelle d'Épaisse fait l’objet d’une inscription au titre des monuments historiques depuis 1982, elle est le seul monument de Bâgé-la-Ville bénéficiant de ce titre. Mentionnée aussi sous le nom de chapelle Saint-Jean-Baptiste, l'édifice a aussi servi de grange voire d'écurie mais aujourd'hui, elle tombe en ruine.

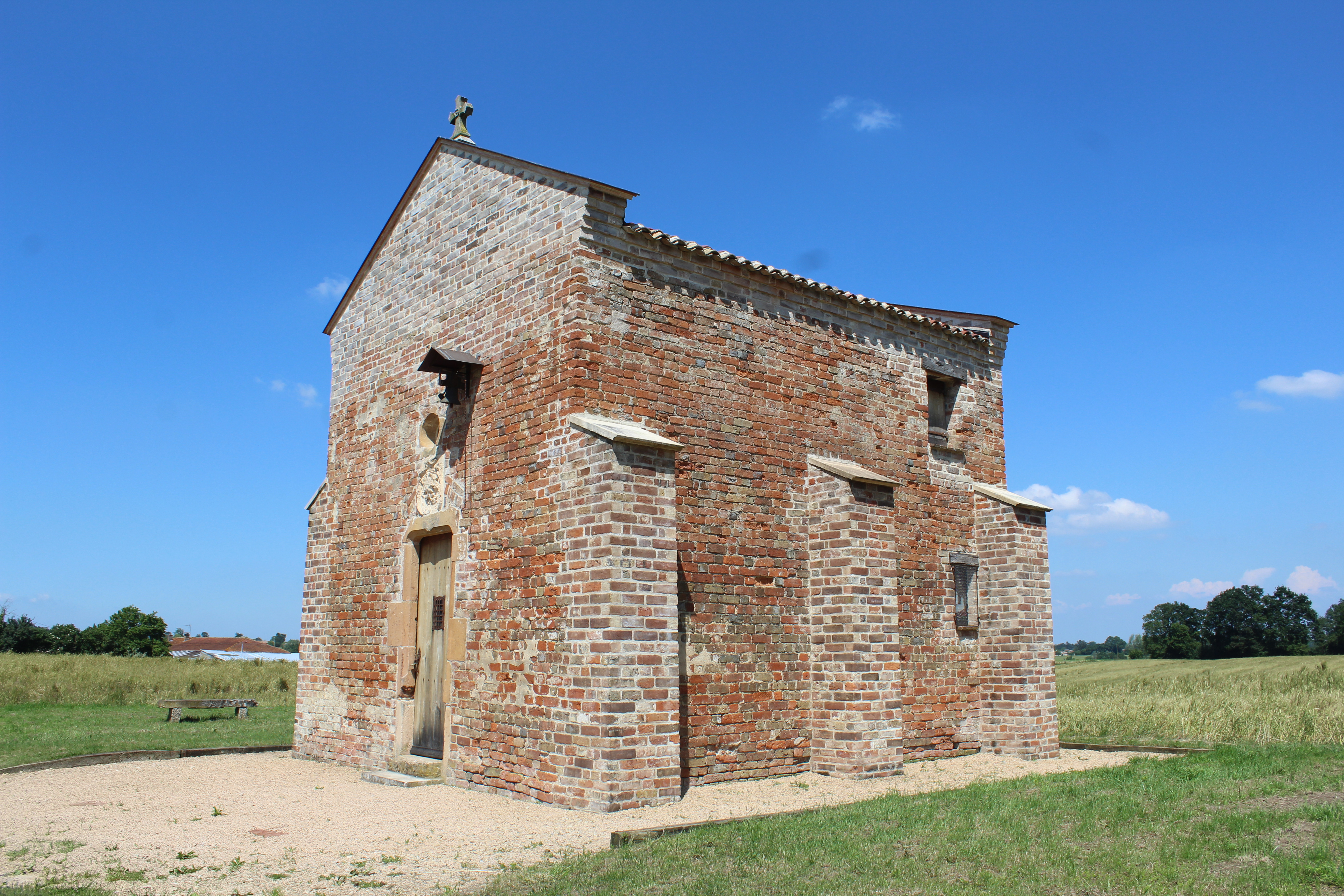
Chapelle d'Aigrefeuille.

Au contraire, la chapelle d'Aigrefeuille, attachée à la commanderie d'Aigrefeuille, lieu de pèlerinage bâti au XIIe siècle par l'ordre de Saint Lazare de Jérusalem, a été rénovée par les Amis du site, Bâgé Culture et Loisirs en 2008. Elle était un lieu de pèlerinage voué à la guérison des enfants malingres.
Le troisième lieu religieux est l'église Saint-Michel qui trône au centre du village. On estime qu'elle fut construite entre la fin du XIe et le début du XIIe siècle. Cette église est le seul édifice de Bâgé voué au culte catholique.

### Héraldique
| Blason | Blasonnement : Parti : au premier de gueules au lion d'hermine armé et lampassé de sable, au deuxième coupé, en I d'argent aux trois fasces de sable à la croix de malte de sinople et en II d'azur au besant d'or. |

### Gastronomie
Les spécificités culinaires de la commune sont les mêmes que dans le reste de la Bresse, comme la poule de Bresse, les gaufres bressanes, les gaudes ou la galette bressane.
La commune se situe dans l'aire géographique de l'AOC Crème et beurre de Bresse et de l'AOC Volailles de Bresse. Elle a aussi l'autorisation de produire le vin IGP Coteaux de l'Ain (sous les trois couleurs, rouge, blanc et rosé).